# Resolutie 2188 Veiligheidsraad Verenigde Naties
Resolutie 2188 van de Veiligheidsraad van de Verenigde Naties werd unaniem door de VN-Veiligheidsraad aangenomen op 9 december 2014 en verlengde de sancties tegen Liberia met negen maanden. Daarnaast werd het panel van experts dat toezag op de sancties met tien maanden verlengd.

## Achtergrond
Na de hoogdagen onder het decennialange bestuur van William Tubman, die in 1971 overleed, greep Samuel Doe de macht. Zijn dictatoriale regime ontwrichtte de economie en er ontstonden rebellengroepen tegen zijn bewind, waaronder die van de latere president Charles Taylor. In 1989 leidde de situatie tot een burgeroorlog waarin de president vermoord werd. De oorlog bleef nog doorgaan tot 1996. Bij de verkiezingen in 1997 werd Charles Taylor verkozen en in 1999 ontstond opnieuw een burgeroorlog toen hem vijandige rebellengroepen delen van het land overnamen. Pas in 2003 kwam er een staakt-het-vuren en werden VN-troepen gestuurd. Taylor ging in ballingschap en de regering van zijn opvolger werd al snel vervangen door een overgangsregering. In 2005 volgden opnieuw verkiezingen en werd Ellen Johnson Sirleaf de nieuwe president. In 2011 werd ze herkozen voor een tweede ambtstermijn. In 2014 brak in West-Afrika een ebola-epidemie uit die ook Liberia trof.

## Inhoud
De maatregel die in 2004 middels resolutie 1532 werd opgelegd – de bevriezing van de middelen van ex-president Charles Taylor – bleef van kracht. Het reisverbod en het wapenembargo die in 2003 middels resolutie 1521 waren opgelegd werden verlengd met negen maanden. Ook het panel van experts dat toezag op de uitvoering van de sancties en schendingen onderzocht werd met tien maanden verlengd.
De Veiligheidsraad stelde ook dat de vooruitgang die Liberia reeds had geboekt teniet kon worden gedaan door de ebola-uitbraak die het land had getroffen. In dat kader zou worden bekeken om de sancties te verlichten of helemaal op te heffen.

## Verwante resoluties
- Resolutie 2128 Veiligheidsraad Verenigde Naties (2013)
- Resolutie 2176 Veiligheidsraad Verenigde Naties
- Resolutie 2190 Veiligheidsraad Verenigde Naties
- Resolutie 2215 Veiligheidsraad Verenigde Naties (2015)

Lijst ·  2133 ·  2134 ·  2135 ·  2136 ·  2137 ·  2138 ·  2139 ·  2140 ·  2141 ·  2142 ·  2143 ·  2144 ·  2145 ·  2146 ·  2147 ·  2148 ·  2149 ·  2150 ·  2151 ·  2152 ·  2153 ·  2154 ·  2155 ·  2156 ·  2157 ·  2158 ·  2159 ·  2160 ·  2161 ·  2162 ·  2163 ·  2164 ·  2165 ·  2166 ·  2167 ·  2168 ·  2169 ·  2170 ·  2171 ·  2172 ·  2173 ·  2174 ·  2175 ·  2176 ·  2177 ·  2178 ·  2179 ·  2180 ·  2181 ·  2182 ·  2183 ·  2184 ·  2185 ·  2186 ·  2187 ·  2188 ·  2189 ·  2190 ·  2191 ·  2192 ·  2193 ·  2194 ·  2195